# Teià
Teià est une commune de la province de Barcelone, en Catalogne, en Espagne, de la comarque du Maresme.

## Personnalités
Claude Dépallière (1848 - 1917). Prêtre, aumônier à Teià, mais également en France à Groissiat et Beaupont (Ain). Botaniste membre de l’Association pyrénéenne pour l’échange des plantes rares de France. Herbier.